# Habiba bint Ubayd Allah
Ḥabība bint ʿubayd Allāh (in arabo حبيبة بنت عبيدالله‎?) (fl. VII secolo) è la figlia di Ubayd-Allah ibn Jahsh e Ramla bint Abi Sufyan..
Il padre di Ḥabība era il fratello di Zaynab bint Jahsh, che Maometto sposò ad un certo punto, quindi è il marito della zia di Muhammad Habiba.
Dopo che i suoi genitori divorziarono, a causa di suo padre che abbandonò l'Islam per il cristianesimo, sua madre sposò Maometto. Così, Maometto divenne anche il suo patrigno.
Ha sposato Dawud ibn Urwah ibn Mas'ud al-Thaqifi.